# Tasso di maturità
Il tasso di maturità è un indicatore statistico, utilizzato nell'ambito delle statistiche sull'istruzione, che ha lo scopo primario di indicare per una determinata generazione la percentuale di persone che consegue il titolo di studio "maturità" (titolo di studio che in Italia si consegue dopo 13 anni scolastici).

## Utilizzo e scopo
Tale indicatore permette di conoscere il livello d'istruzione di una popolazione indipendentemente dalla dimensione del territorio o della numerosità del gruppo di persone di riferimento in generale, permettendo inoltre confronti temporali depurati dal fenomeno dell'aumento o calo delle nascite.
Viene definito come: il rapporto di persone che conseguono alla fine di un determinato anno scolastico la maturità e gli abitanti dell'anno di nascita tipico per tale anno scolastico.
```
                       esami di maturità con esito positivo
tasso di maturità = 
-----------------------------------------
 x 100
                        popolazione in età "giusta"
```

In Italia, considerata la disponibilità dei dati statistici, si usa solitamente la popolazione residente al 31 dicembre di inizio anno scolastico che aveva compiuto in tale data 18 anni.
Ad esempio: per l'anno scolastico 1998/1999 che corrisponde agli esami di maturità che si svolgono nell'estate 1999, si divide con la popolazione residente al 31 dicembre 1998 e nata nel 1980 (1998-18=1980).
Chiaramente tra coloro che conseguono la maturità ci saranno anche persone di età maggiore a quella "convenzionale", ma tale errore è molto ridotto in quanto si può pensare di regola che altrettanti giovani dell'anno di nascita preso in considerazione conseguirà la maturità in un anno scolastico successivo.
Il tasso di maturità specifico per sesso, cittadinanza, comune ecc. è soggetto agli stessi problemi del tasso di scolarità per le scuole superiori. In modo particolare un tasso specifico per territorio deve tenere conto del fatto che le scuole secondarie superiori e gli indirizzi di studio non sono distribuiti omogeneamente su tutto il territorio.